# Ángel Bossio
Ángel Luis Bossio (5. května 1905 – 31. srpna 1978) byl argentinský fotbalista, brankář. Pro svou hbitost byl přezdíván „La maravilla elástica“ („Elastický zázrak“). Bossio byl členem argentinského týmu, který se zúčastnil Letních olympijských her 1928 a pomohl Argentině ke stříbrné medaili.
Zúčastnil se také vůbec prvního mistrovství světa v roce 1930, kde Argentina opět skončila druhá za Uruguayí. Bossio odehrál za argentinskou reprezentaci v letech 1927–1935 21 zápasů. Na klubové úrovní hrál za tým Talleres de Remedios de Escalada od roku 1920 až do roku 1931 kdy se po profesionalizaci argentinského fotbalu připojil ke klubu River Plate.